# Chrysler Saratoga
 (août 2020).
Si vous disposez d'ouvrages ou d'articles de référence ou si vous connaissez des sites web de qualité traitant du thème abordé ici, merci de compléter l'article en donnant les références utiles à sa vérifiabilité et en les liant à la section « Notes et références ».
La Chrysler Saratoga est une automobile construite par Chrysler. 
Chrysler a utilisé la plaque signalétique Saratoga de 1939 à 1952 et de 1957 à 1960 sur le marché américain, jusqu'en 1965 au Canada et de 1989 à 1995 en Europe.

## 1939-1942
La plaque signalétique Saratoga est apparue pour la première fois en 1939 et a été appliquée aux modèles full-size huit cylindres les plus chers de Chrysler, au-dessus de l'Imperial et de la New Yorker. Elle était disponible en berline quatre portes et en coupé club à carrosserie Hayes. Les prix des berlines C23 huit cylindres de 1939 étaient de 1 198 $US pour l'Imperial, de 1 298 $ US pour la New Yorker et de 1 443 $US pour la Saratoga. Les enjoliveurs complets étaient de série sur la Saratoga.
En 1940, Chrysler a attribué la Saratoga aux modèles huit cylindres de la série C26, ainsi que la Traveler, qui a remplacé les modèles Imperial et New Yorker. Pour 1940, la voiture n'était disponible qu'en berline quatre portes et en deux configurations intérieures, standard et sport formelle. Ce dernier avait une cloison vitrée derrière le siège avant qui pouvait être abaissée. Le Fluid Drive a été proposé pour la première fois, couplé à une transmission manuelle à trois vitesses.
En 1941, la Saratoga a été affectée à la série C30 de Chrysler et a été rétrogradée au bas de la gamme des modèles huit cylindres, remplaçant la Traveler. Les styles de carrosserie offerts ont été élargis pour inclure un coupé d'affaires, un coupé club, une berline deux portes et une Town Sedan quatre portes, ainsi qu'une berline à six fenêtres. Cette Saratoga proposait le Fluid Drive et la version à huit cylindres du Vacamatic, qui consistait en une transmission à trois vitesses couplée à une unité de surmultiplication.
Les modèles Saratoga de 1940 étaient toujours proposés, mais maintenant sous le nom de Imperial Crown Special.
Pour 1942, la Saratoga série C-36 était à nouveau disponible uniquement avec un moteur à huit cylindres et avec les mêmes sélections de transmission qu'en 1941. La sélection des styles de carrosserie est également restée comme en 1941.

## 1946-1952
La plaque signalétique Saratoga est revenue pour 1946, positionnée comme le modèle à huit cylindres le moins cher de Chrysler, dans une gamme complète de styles de carrosserie, et était liée à la Chrysler Windsor et à la DeSoto Custom. Les changements de style annuels étaient presque inexistants entre 1946 et les Chrysler First Series de 1949. En raison des restrictions gouvernementales sur les produits source du fabricant, Chrysler a offert des «anneaux de beauté» en acier blanc sur ses roues de voiture pour donner l'apparence de pneus larges à flancs blancs. Les pneus à flancs blancs sont revenus en option en 1947. Le Fluid Drive a continué mais la transmission semi-automatique à quatre vitesses était maintenant offerte.
Lorsque la Chrysler Second Series entièrement redessinée de 1949 s'est inclinée à la mi-saison, la Saratoga a de nouveau été réglée sur deux styles de carrosserie, une berline quatre portes et un coupé club deux portes, et partageait l'empattement de 131,5 pouces et le moteur huit cylindres en ligne de la Chrysler New Yorker. La transmission semi-automatique s'appelait désormais Prestomatic sur les Chrysler. La production de Saratoga de 1949 s'élevait à 2 475 véhicules au total.
Les modèles de 1950 ont reçu de nouvelles calandres, des nouveaux feux arrière et une lunette arrière plus grande. La production est tombée à 1 300 voitures.

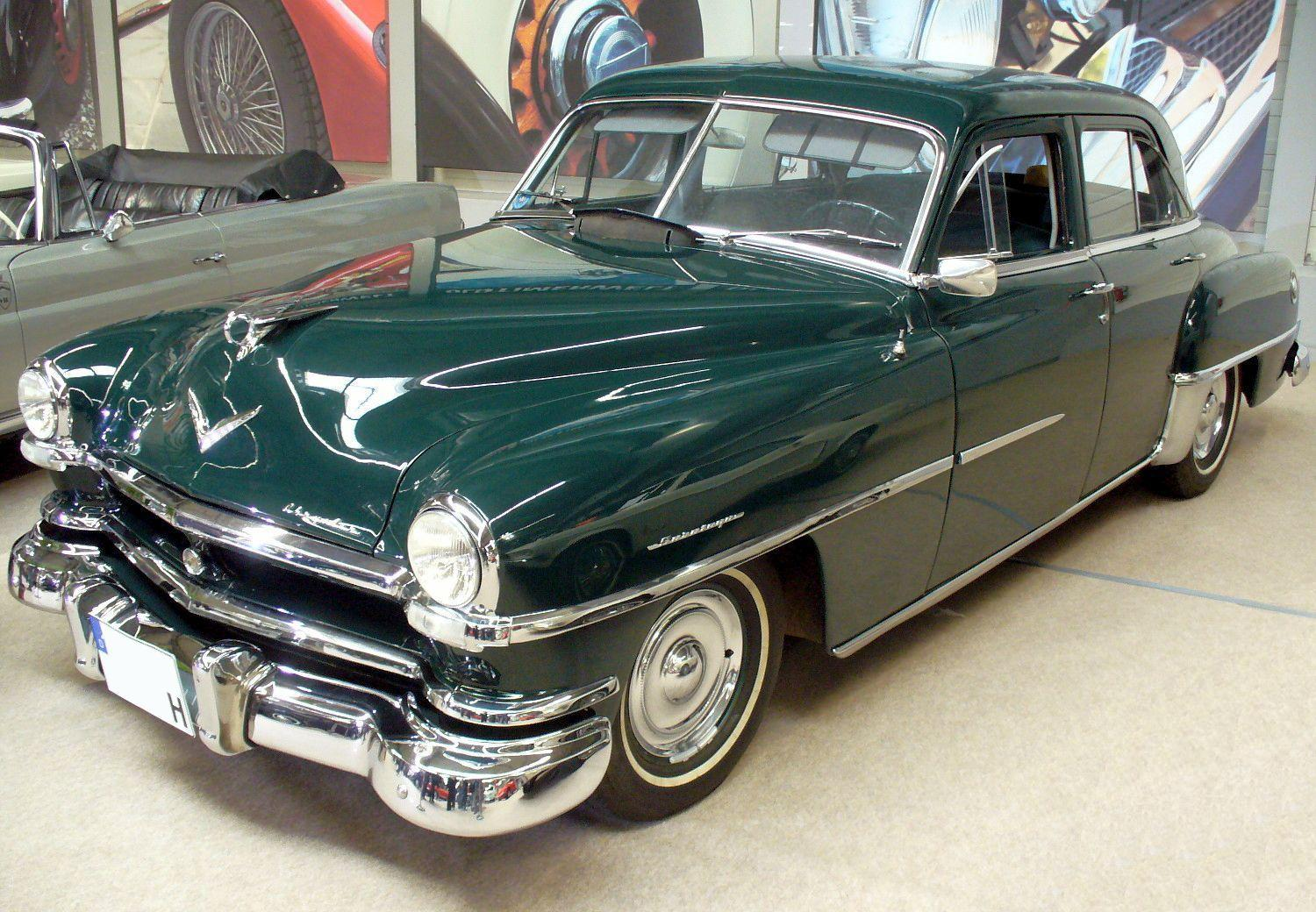
Chrysler Saratoga C55 1951 ou 1952

Pour 1951, la Saratoga a été construite sur un empattement plus court de 125,5 pouces, mais offrait le célèbre V8 Hemi 331 de Chrysler. La direction assistée Hydraguide, une première dans l'industrie, et le Fluid Torque Drive, un véritable convertisseur de couple à la place du couplage hydraulique Fluid Drive, étaient également proposés.
La sélection de modèles a également augmenté pour 1951 avec un break plus une berline à huit places et une limousine sur un empattement de 139,5 pouces. Cette combinaison de la carrosserie Six plus courte et plus légère et du nouveau V-8 puissant a placé la nouvelle Saratoga Hemi dans la même ligue de performances que l'Oldsmobile Rocket 88, mais c'était la voiture la plus rapide. 1951 a été une excellente année avec 34 806 voitures construites.
1952 a apporté de nouveaux feux arrière tandis que la limousine a été abandonnée. En raison de la guerre de Corée, la production est tombée à 17 401 pour l'année modèle 1952. 1300 autres modèles de Saratoga ont été construites au Canada, les premières Chrysler à huit cylindres à sortir de l'usine de Windsor depuis 1937.
Pour 1953, la Saratoga a été renommée New Yorker tandis que l'ancienne New Yorker est devenue la New Yorker DeLuxe. Le nom Saratoga réapparaîtra pour 1957.

## 1957-1965

### 1957-1960

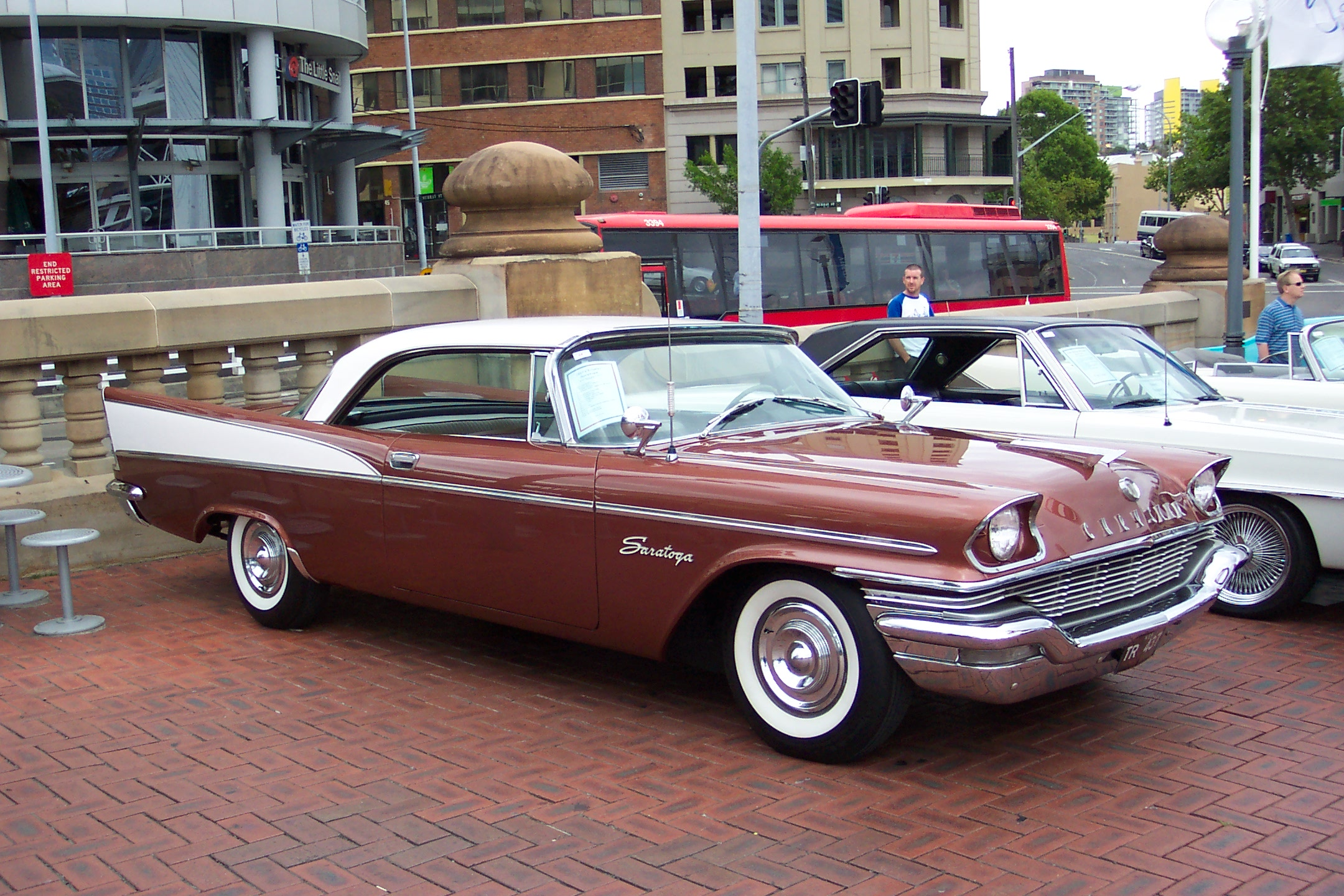
Chrysler Saratoga 1957

Chrysler a réutilisé la plaque signalétique Saratoga en 1957 dans le cadre du style «Forward Look» de Virgil Exner. Encore une fois, la Saratoga était positionnée entre les modèles de base Windsor et les meilleurs modèles New Yorker, et était liée à la DeSoto Firedome, mais a reçu des améliorations de finition et de meilleures nominations à l'intérieur de l'habitacle. Le V8 de base de la Saratoga était un V8 avec bloc de tête Poly en fonte partagé avec la Windsor. Le très apprécié moteur Hemi de Chrysler n’était pas disponible en option. Les modèles du début de 1957 comportaient deux phares, avec quatre phares en option lorsque la loi de l'État le permettait. À la fin de l'année modèle, toutes les Saratoga étaient équipées de quatre phares.
Pour 1958, toutes les Windsor ont été déplacées vers le châssis Dodge de 122 pouces et utilisaient une conception avant modifiée basée en partie sur l'avant des Dodge - cela était particulièrement évident autour des phares de la Windsor. Les Saratoga ont continué d'être basées sur l'empattement plus long de 126 pouces en utilisant la carrosserie de la New Yorker et étaient à nouveau disponibles en trois styles de carrosserie - berline quatre portes, toit rigide à quatre portes et coupé à toit rigide deux portes.
Au Canada, la Saratoga de 1957-1958 était vendue sous le nom de Windsor. La Windsor Américaine n'était pas vendue au Canada, bien que les breaks Windsor soient importés.
En 1959, la Saratoga est restée sur l'empattement Chrysler le plus long et dans les trois mêmes modèles. Cette année, le Saratoga était vendue en tant que Saratoga au Canada, partageant son intérieur avec la DeSoto Firedome de construction canadienne. Pour 1959, la Saratoga a reçu le nouveau moteur V8 RB, bien qu'il s'agisse d'un moteur 383 uniquement pour les Chrysler de 1959 et 1960. Les Saratoga construites au Canada de 1959 à 1960 utilisaient le bloc B 383 tel qu'utilisé par Dodge et DeSoto.
Dans sa dernière année aux États-Unis, la Chrysler Saratoga de 1960 était entièrement basée sur la carrosserie de la New Yorker, avec moins de finitions que la New Yorker, et était de nouveau offerte en trois styles de carrosserie - berline quatre portes, toit rigide à quatre portes et coupé à toit rigide deux portes. Quelque 15 525 Chrysler Saratoga de 1960 sortirent de la chaîne de montage.

### 1961-1965
En 1961, Chrysler a décidé de lancer un nouveau modèle d'entrée de gamme à bas prix appelé Chrysler Newport pour le marché américain, un nom qui en 1961 était généralement associé aux coûteux toit rigides de Chrysler du début et du milieu des années 1950, pour prendre le segment de marché laissé ouvert lorsque la marque DeSoto du groupe Chrysler a été annulée. Alors que la Newport a remplacé la Windsor dans la gamme, la société a annulé la Saratoga de milieu de gamme et a élevé le nom Windsor à la position de niveau intermédiaire.
Au Canada, la Saratoga a continué jusqu'en 1965, la gamme Windsor restant en bas. Ainsi, la Saratoga canadienne de 1961 était essentiellement la Windsor américaine avec des plaques signalétiques Saratoga sur l'empattement de 122 pouces.
En 1962, les Canadiens n'ont pas obtenu la nouvelle 300, mais plutôt la Saratoga. La calandre était partagée avec la Newport / Windsor tandis que la garniture latérale provenait de la Newport américaine. Le couvercle du coffre arborait la même finition que sur la New Yorker. L'offre de modèle est restée berline plus toit rigide 4 portes et toit rigide 2 portes.
De nouvelles carrosseries sont apparues pour 1963, la Saratoga canadienne utilisant la même calandre et la même garniture que la 300 américaine, uniquement avec les plaques signalétiques « Saratoga 300 », comme le nom de la gamme. Les styles de carrosserie sont restés les mêmes et cette année, le cabriolet 300 a été importé.
Bien que la 300 américaine de 1964 ait continuée d'utiliser les anneaux de phare de 1963, la Saratoga 300 canadienne utilisait le traitement des phares de la Newport / Windsor et avait les garnitures latérales de la 300. Le cabriolet 300 américain a continué d'être une importation.
1965 a apporté des carrosseries C complètement nouvelles sur un empattement de 124 pouces. Encore une fois, la Saratoga 300 canadienne était identique à la 300 américaine. C'était la dernière année pour une Saratoga vendue en Amérique du Nord.
Pour 1966, la Chrysler de milieu de gamme du Canada était vendue sous le nom de 300, sauf qu'elle utilisait les feux arrière de la Newport / Windsor. Les trois mêmes modèles ont continué, mais cette année, le cabriolet 300 et le toit rigide à deux portes américain ont été importés et commercialisés sous le nom de Sport 300.

## 1989-1995
Le nom Saratoga a été relancé en 1989 lorsque Chrysler a changé sa berline Dodge Spirit pour l'exportation vers l'Europe. La commercialisation de cette Saratoga a été officiellement interrompue en 1993, mais la Saratoga a continué d'être construite et exportée, et les pièces qui lui sont propres ont continué à être cataloguées jusqu'à la fin de la production de la plate-forme A en 1995.
Ces Saratoga du marché d'exportation n'étaient pas simplement des Dodge Spirit avec des plaques signalétiques différentes. Les réglementations de sécurité des véhicules, qui sont différentes dans le reste du monde par rapport à l'Amérique du Nord, exigeaient que la Saratoga ait des phares, des feux latéraux avant et arrière et des réflecteurs différents, verre différent, rétroviseurs différents, ceintures de sécurité différentes, tableau de bord différent et radios différentes; les unités de contrôle du moteur ont été programmées conformément aux normes d'émissions européennes plutôt qu'aux normes nord-américaines. Toutes les Saratoga étaient équipés de sièges avant baquets. L'équipement de base comprenait le moteur 4 cylindres de 2,5 L avec injection de carburant et une transmission manuelle à 5 vitesses; la mise à niveau du groupe motopropulseur la plus couramment commandée était le V6 Mitsubishi 3.0 L avec transmission automatique A604 Ultradrive à 4 vitesses, bien que la version turbocompressée du moteur 2.5 L était également disponible avec une boîte automatique à 3 vitesses TorqueFlite ou une boîte de vitesses manuelle à 5 vitesses. À partir de 1993, le Saratoga était disponible avec des sièges en cuir et d'autres équipements de luxe non fournis sur le marché nord-américain. La plupart des Saratoga de 1993 et plus étaient équipés du groupe motopropulseur V6 / 4 vitesses automatique. Toutes les Saratoga étaient équipées des systèmes de suspension et de freinage les plus performants fabriqués par Chrysler pour la plate-forme A.
Les dernières Saratogas, vendues en 1994 et 1995, étaient basées sur la Chrysler LeBaron Sedan du marché américain. Elles peuvent être identifiées par un supplément de chrome sur l'aile et un badge «LE» sur le couvercle du coffre. Ces modèles étaient tous équipés du V6 Mitsubishi de 3,0 litres, de la transmission automatique A604, de sièges en cuir et de la climatisation. La production de Saratoga a pris fin le 9 décembre 1994[réf. nécessaire].